# Otranto-Sperre

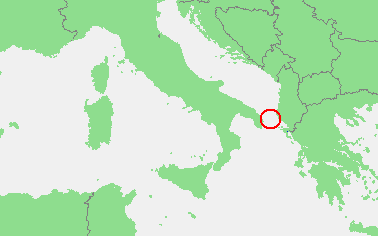
Ort der Sperre

Die Otranto-Sperre war ein Seehindernis der Entente im Ersten Weltkrieg, um der K.u.K.-Marine den Weg von der Adria durch die Straße von Otranto in das Ionische Meer zu versperren.
Castellastua – Ancona – Pelagosa – Otranto-Sperre – Durazzo (1915) – Straße von Otranto – Angriff auf die Otranto-Sperre – Durazzo (1918) – Pola

## Ausgangslage
Nach dem Londoner Vertrag vom April 1915 gab Italien seine Neutralität auf und trat der Entente bei. Dadurch wurden neben den Alpen auch die Adria zum Frontgebiet. Österreich-Ungarn geriet somit in eine geopolitisch ungünstige Ausgangslage zur See.

## Ort und Art der Durchführung
Die Otranto-Sperre wurde 1916 auf Höhe der italienischen Stadt Otranto errichtet. Sie bestand aus fixen Netzsperren, Seeminen, Abhörstationen an der italienischen und albanischen Küste sowie permanenten Patrouillen durch Kriegsschiffe der Ententemächte und der italienischen Marine. Die Gegend eignete sich deswegen so gut für eine Blockade, weil die Durchfahrt von der Adria in das Ionische Meer nur 75 Kilometer breit ist und hier am leichtesten ein Eindringen der K.u.K.-Marine ins Mittelmeer verhindert werden konnte.

## Folgen
Trotz dieser Maßnahmen gelang es U-Booten der österreichisch-ungarischen Marine sowie denen der U-Flottille Mittelmeer der deutschen Kaiserlichen Marine wiederholt, ins Mittelmeer beziehungsweise in die Adria durchzubrechen. Durch Nacht- und Tauchfahrten war es möglich, die Sperre trotz intensiver Überwachung des Gegners zu durchfahren.
Am 15. Mai 1917 kam es zum Gefecht bei Otranto, bei dem die K.u.K.-Marine den Gegnern großen Schaden zufügte und dabei kein einziges Schiff verlor. Die Sperre konnte zwar zerstört werden, doch zog man keinen Vorteil daraus. Angesichts überlegener gegnerischer Schiffe mussten sich die österreichisch-ungarischen Einheiten zurückziehen, was den Alliierten die Möglichkeit gab, die Sperre neu zu formieren.
Bei einem Durchbruchsversuch am 10. Juni 1918 wurde das K.u.K. Schlachtschiff Szent István unter Linienschiffskapitän Heinrich Seitz von Treffen vor der Insel Premuda vom italienischen Motortorpedoboot MAS 15 unter dem Kommando von Luigi Rizzo durch zwei Torpedotreffer versenkt.
Ungeachtet der Aktionen der K.u.K.-Marine blieb die Otranto-Sperre bis Kriegsende intakt.